# Экторс Студио

Основатели театра "Экторс Студио" в Малайзии Фарида Меричан и Джо Хашам

Куала-лумпурский центр исполнительских искусств

Экторс Студио (Студия актёров) – первый стационарный и профессиональный театр в Малайзии. Основан в 1989 году известным театральным деятелем Фаридой Меричан совместно с австралийским актёром и режиссёром Джо Хашамом, переехавшим на местожительство в Малайзию в 1984 году. Первое постоянное помещение театра с залом на 153 места было получено в 1995 году в торговом комплексе «Плаза Путра» (Куала-Лумпур), находившемся в подземном этаже под центральной Площадью Независимости. В 2001 году у театра появилась вторая сцена с залом на 260 мест в торговом комплексе «Бангсар» (Куала-Лумпур), а в 2009 году - сцена в торговом комплексе «Лот-10» (Куала-Лумпур) на 198 мест и сцена в «Гринхолле» (о-в Пинанг, 2002 год). 
В силу различных обстоятельств многие сценические площадки были утрачены (например, зал в торговом комплексе «Плаза Путра» пострадал от наводнения и был закрыт), и в настоящее время театр функционирует в основном на базе двух Центров исполнительского искусства: один находится в Куала-Лумпуре (с 2005 года), а другой на о-ве Пинанг (с 2011 года). Куала-Лумпурский центр исполнительских искусств имеет два зала: на 500 и 200 мест, 10 репетиционных студий, конференц-зал, кафе. Пинангский центр исполнительских искусств имеет зал на 300 мест, малую сцену («чёрная ложа»), пять репетиционных залов. При театре действует Театральная академия (с 1998 года) и симфонический оркестр (с 2006 года).
В репертуаре театра как мировая классика (Шекспир, Ионеско, Чехов), так и произведения местных авторов (Усман Аванг и др.). 2 октября 2015 года здесь был поставлен спектакль по повести Бориса Васильева «А зори здесь тихие» (продюсер Иаси Ган). 